# Жан III (герцог Брабанта)
Жан III Брабантский, по прозвищу Победитель (фр. Jean III le Victorieux; 1300 — 5 декабря 1355, Брюссель) — герцог Брабанта и Лимбурга с 1312 года. Являлся сыном Жана II, герцога Брабанта и Лимбурга, и Маргариты Английской.

## Биография
Жан родился в 1300 году. В начале своего правления герцогу пришлось бороться с проблемами, потому что брабантские товары за рубежом изымаются из-за долгов герцогов Жана I и Жана II, а также советники герцога не считались с Хартией Кортенберга. В обмен на соблюдение Хартии были взяты под опеку герцогские финансы и дарованы новые привилегии в Брабанте, а также советники обязывались оплатить долги.
Затем произошла ссора с королём Франции, который добивался экономической изоляции Фландрии, что шло вразрез с интересами Брабанта. В 1315 году Жан III помог Адольфу, епископу Льежа подавить восстание против епископа. В течение следующего десятилетия он боролся с соседними феодалами.
В начале Столетней войны Жан III встал на сторону Англии и сопровождал Эдуарда III в экспедициях. В ответ Филипп VI Валуа конфисковал имущество Брабанта во Франции. А в Брюсселе произошли буржуазные восстания против герцога. Жан III быстро подавил мятеж, и обезглавил главного организатора. С 1340 года он дистанцировался от английского союза, предпочитая союз с Францией, хотел жениться на дочери французского короля, чтобы быть в союзе с Францией, Люксембургом, Фландрией и Гельдерн.
В 1350 году в Брабанте были гонения на евреев.
К смерти Жана III в 1355 году у него не осталось ни одного наследника мужского пола: все сыновья умерли, поэтому герцогство унаследовала его дочь Жанна Брабантская. 
Жан III герцог Брабантский умер 5 декабря 1355 года в городе Брюсселе и был похоронен в церкви цистерцианского аббатства Виллер-ан-Брабант.